# Liste der Baudenkmale in Sengwarden
In der Liste der Baudenkmale in Sengwarden sind die Baudenkmale im Stadtteil Sengwarden der kreisfreien Stadt Wilhelmshaven in Niedersachsen aufgelistet. Der Stand der Liste ist der 20. Oktober 2021. Die Quelle der Baudenkmale ist der Denkmalatlas Niedersachsen.

## Allgemein
In den Spalten befinden sich folgende Informationen:
- Lage: die Adresse des Baudenkmales und die geographischen Koordinaten. Kartenansicht, um Koordinaten zu setzen. In der Kartenansicht sind Baudenkmale ohne Koordinaten mit einem roten Marker dargestellt und können in der Karte gesetzt werden. Baudenkmale ohne Bild sind mit einem blauen Marker gekennzeichnet, Baudenkmale mit Bild mit einem grünen Marker.
- Bezeichnung: Bezeichnung des Baudenkmales
- Beschreibung: die Beschreibung des Baudenkmales. Unter § 3 Abs. 2 NDSchG werden Einzeldenkmale und unter § 3 Abs. 3 NDSchG Gruppen baulicher Anlagen und deren Bestandteile ausgewiesen.
- ID: die Objekt-ID des Baudenkmales
- Bild: ein Bild des Baudenkmales, ggf. zusätzlich mit einem Link zu weiteren Fotos des Baudenkmals im Medienarchiv Wikimedia Commons. Wenn man auf das Kamerasymbol klickt, können Fotos zu Baudenkmalen aus dieser Liste hochgeladen werden:

## Liste
Baudenkmale im Stadtteil Sengwarden. Gegliedert nach Stadtvierteln.

### Bohnenburg
Baudenkmale in Bohnenburg.

| Lage                                             | Bezeichnung                 | Beschreibung                                  | ID       | Bild |
| ------------------------------------------------ | --------------------------- | --------------------------------------------- | -------- | ---- |
| Bohnenburger Reihe 10 53° 37′ 17″ N, 8° 2′ 35″ O | Hof Bohnenburger Reihe 10   | Baudenkmal-Gruppe                             | 35136030 | BW   |
| Bohnenburger Reihe 10 53° 37′ 18″ N, 8° 2′ 36″ O | Gulfhaus                    | (Baudenkmal-Gruppe Hof Bohnenburger Reihe 10) | 35155202 | BW   |
| Bohnenburger Reihe 10 53° 37′ 18″ N, 8° 2′ 36″ O | Backhaus                    | (Baudenkmal-Gruppe Hof Bohnenburger Reihe 10) | 35156246 | BW   |
| Bohnenburger Weg 20 53° 36′ 43″ N, 8° 2′ 41″ O   | Gulfhof Bohnenburger Weg 20 | Baudenkmal-Gruppe                             | 35136015 | BW   |
| Bohnenburger Weg 20 53° 36′ 44″ N, 8° 2′ 41″ O   | Gulfhaus                    | (Baudenkmal-Gruppe Bohnenburger Weg 20)       | 35155253 | BW   |
| Bohnenburger Weg 20 53° 36′ 44″ N, 8° 2′ 42″ O   | Nebengebäude                | (Baudenkmal-Gruppe Bohnenburger Weg 20)       | 35155276 | BW   |

### Breddewarden
Baudenkmale in Breddewarden.

| Lage                                               | Bezeichnung                       | Beschreibung                                                                 | ID       | Bild |
| -------------------------------------------------- | --------------------------------- | ---------------------------------------------------------------------------- | -------- | ---- |
| 53° 35′ 3″ N, 8° 3′ 50″ O                          | Breddewarden 10 und 11            | Baudenkmal-Gruppe                                                            | 35136202 | BW   |
| Breddewarden 10 53° 35′ 3″ N, 8° 3′ 48″ O          | Gulfhaus (Steinhaus Breddewarden) | Gulfhaus (Baudenkmal-Gruppe Breddewarden 10 und 11)                          | 35156769 | BW   |
| Breddewarden 10 53° 35′ 2″ N, 8° 3′ 48″ O          | Garten                            | Gulfhaus (Steinhaus Breddewarden) (Baudenkmal-Gruppe Breddewarden 10 und 11) | 35157714 | BW   |
| Breddewarden 11 53° 35′ 3″ N, 8° 3′ 51″ O          | Gulfhaus                          | Gulfhaus (Baudenkmal-Gruppe Breddewarden 10 und 11)                          | 35156745 | BW   |
| 53° 34′ 40″ N, 8° 3′ 40″ O                         | Ehem. Domäne Tidofeld             | Baudenkmal-Gruppe                                                            | 35135999 | BW   |
| Sengwarder Altendeich 2 53° 34′ 40″ N, 8° 4′ 13″ O | Gulfhaus                          | Gulfhaus                                                                     | 35141033 | BW   |
| Tidofeld 1 53° 34′ 40″ N, 8° 3′ 39″ O              | Wohn-/Wirtschaftsgebäude          | (Baudenkmal-Gruppe Ehem. Domäne Tidofeld)                                    | 35154619 | BW   |
| Tidofeld 1 53° 34′ 39″ N, 8° 3′ 39″ O              | Backhaus                          | (Baudenkmal-Gruppe Ehem. Domäne Tidofeld)                                    | 35154649 | BW   |
| Tidofeld 1 53° 34′ 40″ N, 8° 3′ 41″ O              | Wurt                              | (Baudenkmal-Gruppe Ehem. Domäne Tidofeld)                                    | 35155117 | BW   |
| Tidofeld 1 53° 34′ 39″ N, 8° 3′ 38″ O              | Baumbestand                       | (Baudenkmal-Gruppe Ehem. Domäne Tidofeld)                                    | 35155175 | BW   |
| Heisterberg 1 53° 34′ 38″ N, 8° 2′ 48″ O           | Wohn-/Wirtschaftsgebäude          | Heisterberg                                                                  | 35140962 | BW   |
| Heisterberg 1 53° 34′ 38″ N, 8° 2′ 48″ O           | Wurt                              | Heisterberg                                                                  | 35147519 | BW   |

### Utters
Baudenkmale in Utters.

| Lage                                | Bezeichnung              | Beschreibung                                                         | ID       | Bild |
| ----------------------------------- | ------------------------ | -------------------------------------------------------------------- | -------- | ---- |
| Utters 53° 35′ 50″ N, 8° 4′ 25″ O   | Dorfwurt Utters          | Baudenkmal-Gruppe                                                    | 35135825 | BW   |
| Utters 53° 35′ 50″ N, 8° 4′ 25″ O   | Dorfwurt                 | Teil der Baudenkmal-Gruppe Dorfwurt Utters                           | 35142556 | BW   |
| Utters 53° 35′ 47″ N, 8° 4′ 22″ O   | Wege                     | (Baudenkmal-Gruppe Dorfwurt Utters)                                  | 35147586 | BW   |
| Utters 1 53° 35′ 49″ N, 8° 4′ 20″ O | Gulfhaus                 | (Baudenkmal-Gruppe Dorfwurt Utters)                                  | 35141105 | BW   |
| 53° 35′ 52″ N, 8° 4′ 22″ O          | Hofanlage Utters 2       | Baudenkmal-Gruppe (Teil der Baudenkmal-Gruppe Dorfwurt Utters)       | 35135844 | BW   |
| Utters 2 53° 35′ 53″ N, 8° 4′ 22″ O | Wohn-/Wirtschaftsgebäude | Gulfhof (Baudenkmal-Gruppen Dorfwurt Utters und Hofanlage Utters 2)  | 35154702 | BW   |
| Utters 2 53° 35′ 53″ N, 8° 4′ 21″ O | Backhaus                 | (Baudenkmal-Gruppen Dorfwurt Utters und Hofanlage Utters 2)          | 35154733 | BW   |
| Utters 3 53° 35′ 50″ N, 8° 4′ 23″ O | Wohnhaus                 | (Baudenkmal-Gruppe Dorfwurt Utters)                                  | 35147359 | BW   |
| 53° 35′ 53″ N, 8° 4′ 27″ O          | Hofanlage Utters 5       | Baudenkmal-Gruppe (Teil der Baudenkmal-Gruppe Dorfwurt Utters)       | 35136111 | BW   |
| Utters 5 53° 35′ 52″ N, 8° 4′ 28″ O | Gulfhaus                 | Gulfhaus (Baudenkmal-Gruppen Dorfwurt Utters und Hofanlage Utters 5) | 35155298 | BW   |
| Utters 5 53° 35′ 52″ N, 8° 4′ 27″ O | Backhaus                 | (Baudenkmal-Gruppen Dorfwurt Utters und Hofanlage Utters 5)          | 35155330 | BW   |
| Utters 6 53° 35′ 50″ N, 8° 4′ 26″ O | Gulfhaus                 | Gulfhaus (Baudenkmal-Gruppe Dorfwurt Utters)                         | 35145462 | BW   |
| Utters 6 53° 35′ 48″ N, 8° 4′ 24″ O | Zufahrtsallee            | Gulfhaus (Baudenkmal-Gruppe Dorfwurt Utters)                         | 35147383 | BW   |
| Utters 7 53° 35′ 49″ N, 8° 4′ 28″ O | Gulfhaus                 | Gulfhaus (Baudenkmal-Gruppe Dorfwurt Utters)                         | 35141079 | BW   |

### Sengwarden
Baudenkmale in Sengwarden.

| Lage                                                      | Bezeichnung                        | Beschreibung | ID       | Bild           |
| --------------------------------------------------------- | ---------------------------------- | --- | -------- | -------------- |
| Heddoburg 53° 35′ 26″ N, 8° 1′ 8″ O                       | Wurt                               | Heddoburg | 35147639 | BW             |
| Heddoburg 53° 35′ 26″ N, 8° 1′ 10″ O                      | Wohn-/Wirtschaftsgebäude           | Heddoburg | 35140938 | BW             |
| Heddoburg 53° 35′ 25″ N, 8° 1′ 7″ O                       | Graft                              | Heddoburg | 35147429 | BW             |
| Putzwei 53° 35′ 53″ N, 8° 0′ 59″ O                        | Wurt                               | Putzwei | 35147498 | BW             |
| Putzwei 53° 35′ 53″ N, 8° 0′ 57″ O                        | Wohn-/Wirtschaftsgebäude           | Putzwei | 35141009 | BW             |
| Putzwei 53° 35′ 50″ N, 8° 1′ 16″ O                        | Zufahrtsallee                      | Putzwei | 35147866 | BW             |
| Hauptstraße 53° 35′ 28″ N, 8° 2′ 48″ O                    | Kriegerdenkmal                     | Kriegerdenkmal 1. Weltkrieg | 35140871 |                |
| Hauptstraße 57 53° 35′ 35″ N, 8° 2′ 41″ O                 | Wohnhaus                           | Ehem. 2. Pastorei | 35140915 |                |
| 53° 35′ 35″ N, 8° 2′ 43″ O                                | Sengwarder Kirche                  | Baudenkmal-Gruppe | 35135439 | Weitere Bilder |
| Hauptstraße 53° 35′ 36″ N, 8° 2′ 44″ O                    | Kirche (Bauwerk)                   | St.-Georgs-Kirche Sengwarden, ev.-luth. (Baudenkmal-Gruppe Sengwarder Kirche) | 35148961 | Weitere Bilder |
| Hauptstraße 53° 35′ 35″ N, 8° 2′ 44″ O                    | Friedhof                           | St. Georg (Baudenkmal-Gruppe Sengwarder Kirche) | 35149057 | BW             |
| Hauptstraße 53° 35′ 35″ N, 8° 2′ 43″ O                    | Sonnenuhr                          | (Baudenkmal-Gruppe Sengwarder Kirche) | 35149009 |                |
| Hauptstraße 53° 35′ 35″ N, 8° 2′ 43″ O                    | Sonnenuhr                          | (Baudenkmal-Gruppe Sengwarder Kirche) | 35149033 |                |
| Hauptstraße 53° 35′ 35″ N, 8° 2′ 43″ O                    | Glockenturm                        | (Baudenkmal-Gruppe Sengwarder Kirche) | 35148987 |                |
| Hauptstraße 53° 35′ 35″ N, 8° 2′ 42″ O                    | Einfriedung                        | St. Georg, ev.-luth. (Baudenkmal-Gruppe Sengwarder Kirche) | 35150317 | BW             |
| 53° 35′ 27″ N, 8° 2′ 41″ O                                | Sengwarder Mühlenhof (Hinrichshof) | Baudenkmal-Gruppe | 35135982 | Weitere Bilder |
| Onkestraße 2 53° 35′ 27″ N, 8° 2′ 41″ O                   | Windmühle (Sengwarder Mühlenhof)   | Mühle (Baukomplex) (Baudenkmal-Gruppe Sengwarder Mühlenhof (Hinrichshof)) | 35154542 | Weitere Bilder |
| Onkestraße 2 53° 35′ 27″ N, 8° 2′ 42″ O                   | Wohn-/Wirtschaftsgebäude           | Mühlenhof (Baudenkmal-Gruppe Sengwarder Mühlenhof (Hinrichshof)) | 35154570 | BW             |
| Sengwarder Weg (L 807; km 8,110) 53° 35′ 9″ N, 8° 1′ 7″ O | Grenzstein                         | Grenzstein zwischen den Gemarkungen Sillenstede und Sengwarden. An der Straßenseite: Relief mit zwei schüttelnden Händen. An den Schmalseiten die jeweiligen Gemarkungsnamen "Sillenstede" bzw. "Sengwarden". Sandstein. | 35147150 |                |

### Kaserne Sengwarden
| Lage                                                 | Bezeichnung                                                 | Beschreibung                                                                                            | ID       | Bild |
| ---------------------------------------------------- | ----------------------------------------------------------- | --- | -------- | ---- |
| 53° 35′ 20″ N, 8° 2′ 10″ O                           | Admiral-Armin-Zimmermann-Kaserne, Jeversche Landstraße 19 A | Baudenkmal-Gruppe                                                                                       | 45378639 |      |
| Jeversche Landstraße 19 A 53° 35′ 26″ N, 8° 2′ 19″ O | Wachgebäude                                                 | Admiral-Armin-Zimmermann-Kaserne (Baudenkmal-Gruppe Admiral-Armin-Zimmermann-Kaserne)                   | 44765080 | BW   |
| Jeversche Landstraße 19 A 53° 35′ 24″ N, 8° 2′ 19″ O | Mannschaftsunterkunft                                       | Admiral-Armin-Zimmermann-Kaserne, I. Bauabschnitt (Baudenkmal-Gruppe Admiral-Armin-Zimmermann-Kaserne)  | 45378672 | BW   |
| Jeversche Landstraße 19 A 53° 35′ 22″ N, 8° 2′ 18″ O | Mannschaftsunterkunft                                       | Admiral-Armin-Zimmermann-Kaserne, I. Bauabschnitt (Baudenkmal-Gruppe Admiral-Armin-Zimmermann-Kaserne)  | 45379491 | BW   |
| Jeversche Landstraße 19 A 53° 35′ 21″ N, 8° 2′ 18″ O | Mannschaftsunterkunft                                       | Admiral-Armin-Zimmermann-Kaserne, I. Bauabschnitt (Baudenkmal-Gruppe Admiral-Armin-Zimmermann-Kaserne)  | 45379514 | BW   |
| Jeversche Landstraße 19 A 53° 35′ 19″ N, 8° 2′ 18″ O | Mannschaftsunterkunft                                       | Admiral-Armin-Zimmermann-Kaserne, I. Bauabschnitt (Baudenkmal-Gruppe Admiral-Armin-Zimmermann-Kaserne)  | 45379558 | BW   |
| Jeversche Landstraße 19 A 53° 35′ 19″ N, 8° 2′ 16″ O | Mannschaftsunterkunft                                       | Admiral-Armin-Zimmermann-Kaserne, I. Bauabschnitt (Baudenkmal-Gruppe Admiral-Armin-Zimmermann-Kaserne)  | 45379583 | BW   |
| Jeversche Landstraße 19 A 53° 35′ 21″ N, 8° 2′ 16″ O | Mannschaftsunterkunft                                       | Admiral-Armin-Zimmermann-Kaserne, I. Bauabschnitt (Baudenkmal-Gruppe Admiral-Armin-Zimmermann-Kaserne)  | 45379604 | BW   |
| Jeversche Landstraße 19 A 53° 35′ 24″ N, 8° 2′ 16″ O | Versorgungsgebäude                                          | Admiral-Armin-Zimmermann-Kaserne, I. Bauabschnitt (Baudenkmal-Gruppe Admiral-Armin-Zimmermann-Kaserne)  | 45397829 | BW   |
| Jeversche Landstraße 19 A 53° 35′ 24″ N, 8° 2′ 11″ O | Mannschaftsunterkunft                                       | Admiral-Armin-Zimmermann-Kaserne, I. Bauabschnitt (Baudenkmal-Gruppe Admiral-Armin-Zimmermann-Kaserne)  | 45397856 | BW   |
| Jeversche Landstraße 19 A 53° 35′ 24″ N, 8° 2′ 8″ O  | Mannschaftsunterkunft                                       | Admiral-Armin-Zimmermann-Kaserne, I. Bauabschnitt (Baudenkmal-Gruppe Admiral-Armin-Zimmermann-Kaserne)  | 45397883 | BW   |
| Jeversche Landstraße 19 A 53° 35′ 24″ N, 8° 2′ 6″ O  | Mannschaftsunterkunft                                       | Admiral-Armin-Zimmermann-Kaserne, I. Bauabschnitt (Baudenkmal-Gruppe Admiral-Armin-Zimmermann-Kaserne)  | 45397915 | BW   |
| Jeversche Landstraße 19 A 53° 35′ 25″ N, 8° 2′ 3″ O  | Kesselhaus                                                  | Admiral-Armin-Zimmermann-Kaserne (Baudenkmal-Gruppe Admiral-Armin-Zimmermann-Kaserne)                   | 45399466 | BW   |
| Jeversche Landstraße 19 A 53° 35′ 20″ N, 8° 2′ 3″ O  | Kasernengebäude                                             | Admiral-Armin-Zimmermann-Kaserne, II. Bauabschnitt (Baudenkmal-Gruppe Admiral-Armin-Zimmermann-Kaserne) | 45399592 | BW   |
| Jeversche Landstraße 19 A 53° 35′ 19″ N, 8° 2′ 4″ O  | Kasernengebäude                                             | Admiral-Armin-Zimmermann-Kaserne, II. Bauabschnitt (Baudenkmal-Gruppe Admiral-Armin-Zimmermann-Kaserne) | 45399592 | BW   |
| Jeversche Landstraße 19 A 53° 35′ 18″ N, 8° 2′ 4″ O  | Kasernengebäude                                             | Admiral-Armin-Zimmermann-Kaserne, II. Bauabschnitt (Baudenkmal-Gruppe Admiral-Armin-Zimmermann-Kaserne) | 45399592 | BW   |
| Jeversche Landstraße 19 A 53° 35′ 18″ N, 8° 2′ 5″ O  | Kasernengebäude                                             | Admiral-Armin-Zimmermann-Kaserne, II. Bauabschnitt (Baudenkmal-Gruppe Admiral-Armin-Zimmermann-Kaserne) | 45399592 | BW   |
| Jeversche Landstraße 19 A 53° 35′ 17″ N, 8° 2′ 7″ O  | Kasernengebäude                                             | Admiral-Armin-Zimmermann-Kaserne, II. Bauabschnitt (Baudenkmal-Gruppe Admiral-Armin-Zimmermann-Kaserne) | 45399592 | BW   |
| Jeversche Landstraße 19 A 53° 35′ 15″ N, 8° 2′ 4″ O  | Kasernengebäude                                             | Admiral-Armin-Zimmermann-Kaserne, II. Bauabschnitt (Baudenkmal-Gruppe Admiral-Armin-Zimmermann-Kaserne) | 45399677 | BW   |
| Jeversche Landstraße 19 A 53° 35′ 15″ N, 8° 1′ 59″ O | Kasernengebäude                                             | Admiral-Armin-Zimmermann-Kaserne, II. Bauabschnitt (Baudenkmal-Gruppe Admiral-Armin-Zimmermann-Kaserne) | 45399749 | BW   |
| Jeversche Landstraße 19 A 53° 35′ 17″ N, 8° 1′ 57″ O | Kasernengebäude                                             | Admiral-Armin-Zimmermann-Kaserne, II. Bauabschnitt (Baudenkmal-Gruppe Admiral-Armin-Zimmermann-Kaserne) | 45399641 | BW   |
| Jeversche Landstraße 19 A 53° 35′ 19″ N, 8° 2′ 0″ O  | Kasernengebäude                                             | Admiral-Armin-Zimmermann-Kaserne, II. Bauabschnitt (Baudenkmal-Gruppe Admiral-Armin-Zimmermann-Kaserne) | 45399530 | BW   |